# Пустаковець
Пустаковець (хорв. Pustakovec) — населений пункт у Хорватії, в Копривницько-Крижевецькій жупанії у складі громади Копривницький Іванець.

## Населення
Населення за даними перепису 2011 року становило 123 осіб.
Динаміка чисельності населення поселення: